# Guyanas

Guyanas

Guyanas oder Guayanas ist eine uneinheitlich abgegrenzte Sammelbezeichnung für politische Gebiete, die großteils auf dem Hochland Guayana liegen und danach benannt sind. Sie umfassen jedoch auch alle zusammen nicht das gesamte Hochland; andererseits sind sie nicht darauf beschränkt, sondern beinhalten ebenfalls die jeweils angrenzenden Küstenregionen.
Im engeren Sinne zählen zu den Guyanas:
- die Kooperative Republik Guyana (ehemals Britisch-Guayana)
- die Republik Suriname (ehemals Niederländisch-Guayana)
- das Übersee-Département Französisch-Guayana (Guyane française)

Aufgrund der Kolonisation durch nicht-iberische Länder unterscheiden sich diese kulturell stark vom restlichen Südamerika.
Teilweise werden auch folgende Gebiete dazu gezählt:
- die venezolanische Region Guayana (ehemals Spanisch-Guayana), bestehend aus den Bundesstaaten Amazonas, Bolívar und Delta Amacuro
- der brasilianische Bundesstaat Amapá (ehemals Portugiesisch-Guayana)